# Bahnhof Tulln

Der Bahnhof Tulln ist ein Abzweigbahnhof in der Gemeinde Tulln an der Donau im Bezirk Tulln. Hier zweigt die 1885 errichtete Tullnerfelder Bahn von der 1870 erbauten Franz-Josefs-Bahn. Der Bahnhof ist heute mit einem Passagieraufkommen von 8000 Personen täglich einer der wichtigsten Bahnhöfe im Zentralraum Niederösterreich. Neben dem dichten Personenverkehr mit REX- und S-Bahnen-Zügen Richtung Wien sowie REX- und S-Bahn-Verbindungen ins Tullnerfeld und Waldviertel hat der Güterverkehr nach wie vor große Bedeutung, vor allem zur Zuckerrübensaison zwischen September und Jänner, da im Bahnhof eine Anschlussbahn zur Zuckerfabrik Tulln abzweigt.

## Geschichte
Der Bahnhof wurde 1870 eröffnet im Zuge der Eröffnung des Teilabschnitts Eggenburg–Wien FJBf der Franz-Josefs-Bahn. 15 Jahre später wurde die Tullnerfelder Bahn zwischen Tulln und St. Pölten Hauptbahnhof eröffnet. 1890 wurde im Bahnhof der Maler Egon Schiele geboren, dessen Vater zu dieser Zeit Bahnhofsvorstand war. Ab 1899 fuhren auch die Züge der im Jahr zuvor eröffneten Wiener Dampfstadtbahn teilweise bis Tulln, diese Verknüpfung entfiel in Folge der Inbetriebnahme der Wiener Elektrischen Stadtbahn im Jahr 1925 wieder. 
Ab 1. Juni 1965 wurde erstmals zwischen Wien Franz-Josefs-Bahnhof und Tulln ein S-Bahn-Verkehr im Stundentakt eingerichtet, bei dem bald Züge gestrichen wurden. 1975 wurde der Verkehr Richtung Wien wieder vertaktet und ab 1978 die Strecke bis Tulln elektrifiziert. 1979 folgt die Elektrifizierung der Franz-Josefs-Bahn bis Absdorf-Hippersdorf und 1981 die Tullnerfelder Bahn.

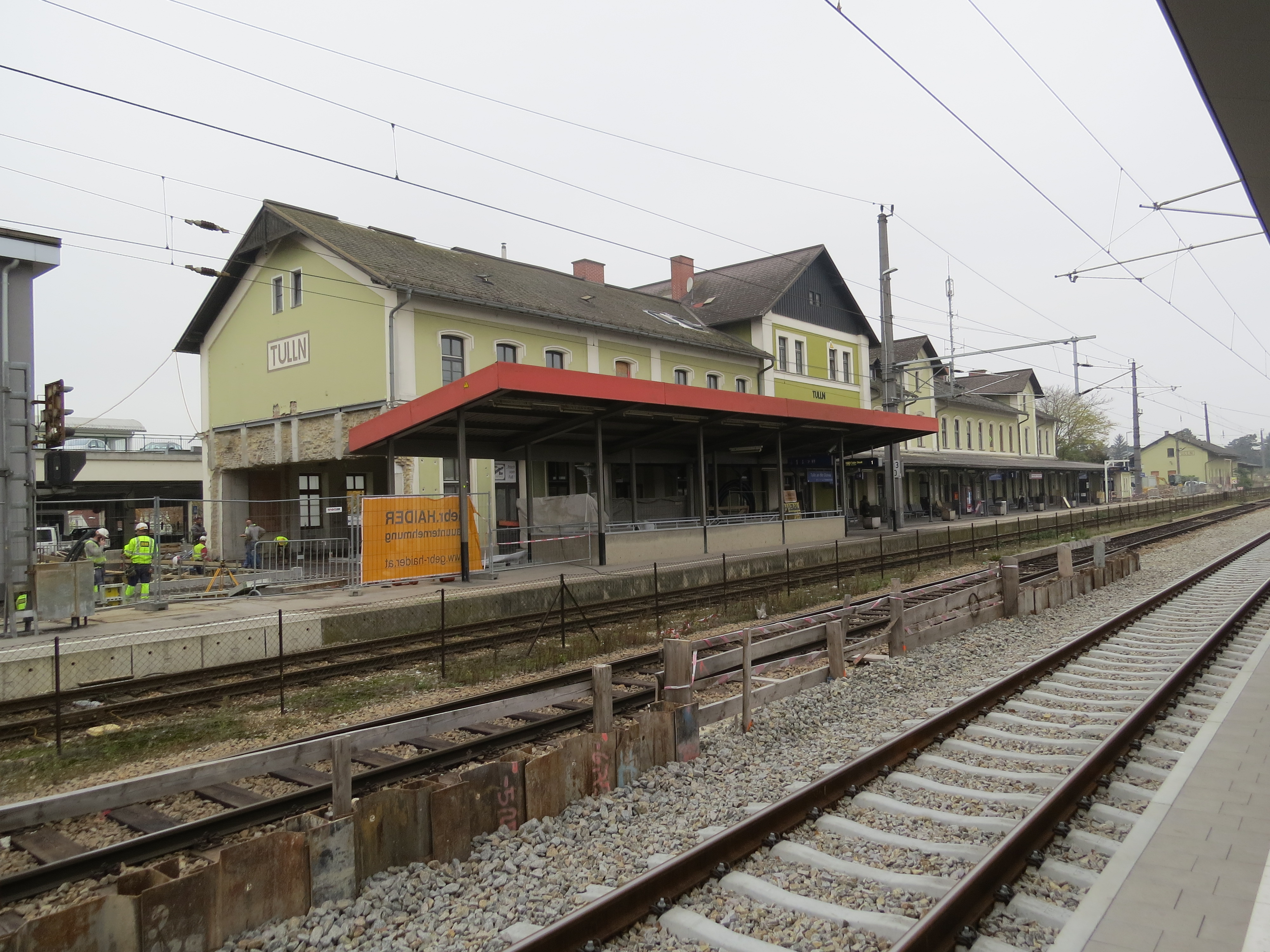
Umbauarbeiten am Bahnhof Tulln (2017)

Von 2017 bis 2019 wurde der denkmalgeschützte Bahnhof umgebaut und die Bahnsteigzahl von drei auf vier barrierefrei zu erreichende Bahnsteige erhöht. Am 19. Oktober 2018 wurde der umgebaute Bahnhof offiziell eröffnet.

## Anlagen
Bis zum Umbau, der 2017 begann, verfügte der Bahnhof über drei Bahnsteige, einer war ein Hausbahnsteig und direkt vom Warteraum aus erreichbar, die Bahnsteige zwei und drei waren mittels Unterführung erreichbar. Nach dem Bahnhofsumbau sollen zwei barrierefrei erreichbare Mittelbahnsteige zur Verfügung stehen (ähnlich wie im Bahnhof Absdorf-Hippersdorf).
Nach dem Umbau:
Der Bahnhof verfügt über zwei barrierefrei erreichbare Mittelbahnsteige, einen beheizten Warteraum, in den ein Schalter integriert ist, auch eine Filiale der Bäckerei Felber. Sowie über eine Apotheke, die aber nur einen Zugang vom Bahnhofsvorplatz hat. Neben den Bahnsteiggleisen stehen mehrere Gleise für den Güterverkehr sowie zu Abstellung der S-Bahn-Züge, die in Tulln enden, zur Verfügung. Südlich des Bahnhofsgebäudes befindet sich ein Parkhaus, mit rund 700 Abstellplätzen, für Autos und Fahrräder sowie eine Bushaltestelle. Im östlichen Außenbereich befindet sich ein Carsharing Standort der ÖBB Rail & Drive, sowie ein ASC-A und ASC-B Instandhaltungs-Stützpunkt, der ÖBB Infrastruktur AG. Im nördlichen Außenbereich befindet sich auch eine große überdachte Fahrradabstellmöglichkeit, womit am gesamten Bahnhofsgelände, rund 600 witterungsgeschützte Fahrradabstellplätze zur Verfügung stehen.

## Verbindungen

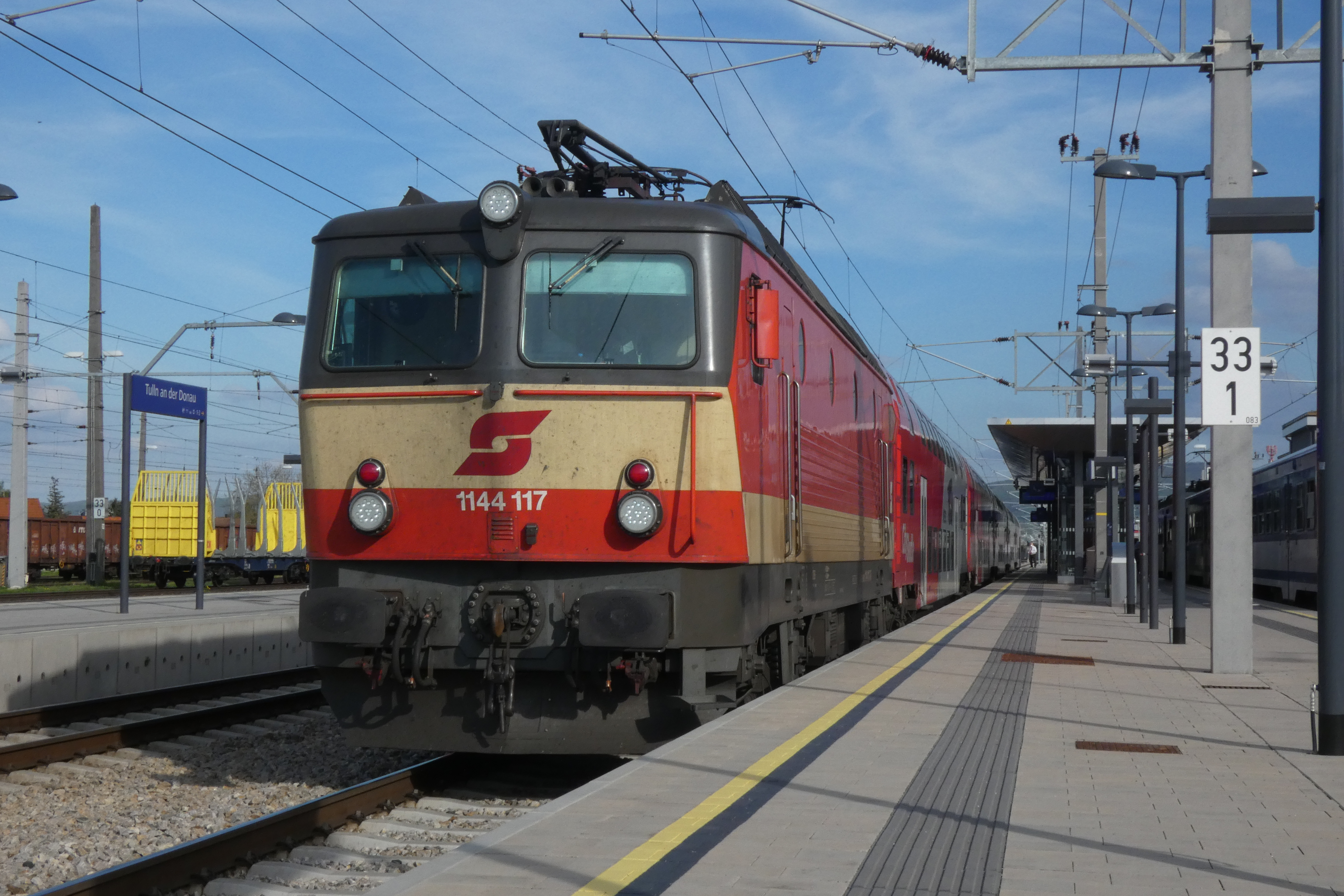
ÖBB 1144.117 mit Schachbrettdesign als REX4 nach Krems/Donau.

Durch die Überlagerung der Waldviertler und Kremser Züge bestehen tagsüber zwischen Tulln und Wien zwischen 6:30 und 23:30 halbstündliche REX-Verbindungen, mit Taktverdichtungen am späten Nachmittag bzw. am Abend. In den Morgenstunden gilt bereits ein Halbstundentakt ab 5:00 für Züge nach Wien. Der letzte REX-Zug nach Wien fährt um 23:31 ab. Um halb 6 besteht bereits die Möglichkeit, nach Krems zu fahren, der erste Zug ins Waldviertel fährt um 6:57 von Tulln/Donau ab. Zwischen Wien und Tulln verkehren die REX-Züge ab Wien FJBf von 6:05 bis 23:05 halbstündlich, danach fährt noch ein Zug um 00:05. Diese Züge verkehren ab Absdorf-Hippersdorf abwechselnd nach Krems an der Donau oder Sigmundsherberg/Gmünd, wobei die letzten zwei Züge nach Krems fahren.
Auf der Schnellbahn-Linie  bestehen halbstündliche Verbindungen zwischen Wien und Tulln zwischen 5:09 und 0:39 (Abfahrt in Wien FJBf), in der Gegenrichtung zwischen 4:08 und 23:38 (Abfahrt Tulln). Diese Züge halten zwischen Wien und Tulln an allen Stationen und werden stündlich über die Tullnerfelder Bahn nach St. Pölten Hbf verlängert. Bis zum naheliegenden Bahnhof Tulln Stadt werden die S-Bahn Züge im 30-minütigen Takt durchgebunden, wo eine Kurzwende stattfindet.
Die Fahrpläne der in Tulln verkehrenden Züge sind so gestaltet, dass am Bahnhof Tulln zwischen REX-Zügen und der S-Bahn ein schlanker Übergang besteht.
Seit Fahrplanwechsel im Dezember 2022 ist Tulln erstmals nach fast 15 Jahren wieder ein Bahnhof mit internationalem Anschluss. Es besteht ein Anschluss zum REX (später in Tschechien ein Schnellzug) nach Praha, täglich verkehrt ein Zugpaar mit einem zusätzlichen an Wochenenden. Richtung Tschechien verlassen diese den Bahnhof um 9:30 und 15:27, während die Rückleistungen nach Wien um 12:27 und 22:27 in Tulln halten.
| Linie | Verlauf | Takt (min)              | Anmerkung                   |
| ----- | --- | ----------------------- | --------------------------- |
| REX4  | Wien FJBf – Tulln/Donau – Absdorf-Hippersdorf – Krems/Donau | ≈60                     | Zur Stoßzeit alle 30 min    |
| REX41 | Wien FJBf – Tulln/Donau – Absdorf-Hippersdorf – Eggenburg – Sigmundsherberg – Gmünd – České Velenice | ≈60/≈120 (bis Gmünd NÖ) | Zur Stoßzeit alle 30/60 min |
| S40   | Wien Franz-Josefs-Bahnhof – Wien Spittelau – Wien Heiligenstadt – Klosterneuburg-Kierling – Tulln – Tullnerfeld – Herzogenburg – St. Pölten Hbf \|\| ≈30/≈60 \|\| alle 30 min bis Tulln Stadt, weiter nach St. Pölten alle 60 |                         |                             |